# Paralelní kvinty
Paralelní kvinty jsou v hudební teorii paralely nahoru či dolů se pohybujících kvint mezi dvěma různými hlasy. Pokud jde o přikázané a zakázané postupy hudební teorie, jsou tím obvykle myšleny pouze paralelní kvinty základních tónů (viz dále).